# Acer Aspire One

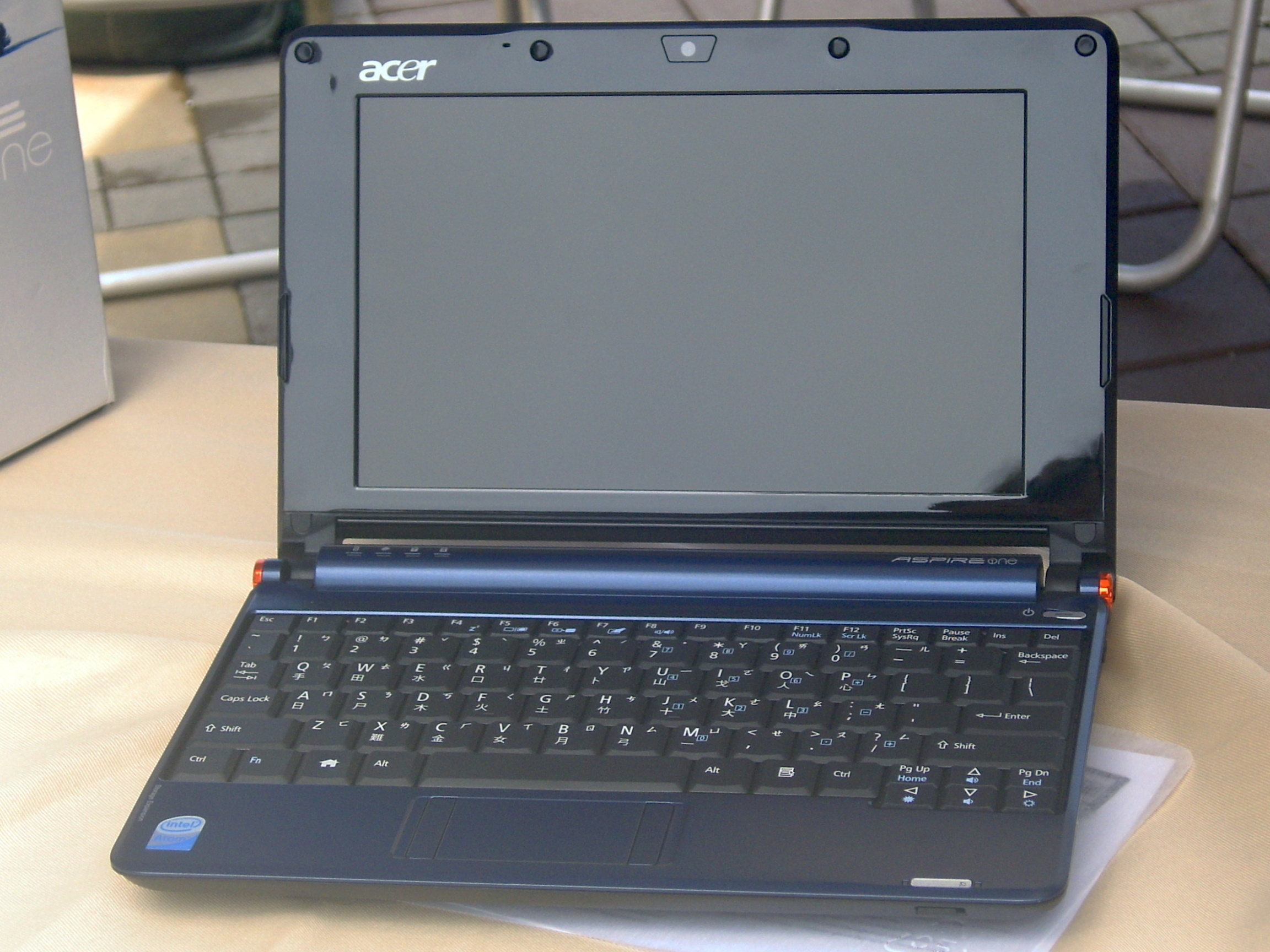
Acer Aspire One

L'Acer Aspire One és un ordinador tipus netbook venut per Acer i presentat al Computex Taiwan del 2008. Com la seva competència, aquest fabricant ofereix un equip de dimensions reduïdes, fàcil d'utilitzar, amb processador de baix consum (Intel Atom a 1,6 GHz), pantalla de 8,9" amb 1200x600 i versions amb Linux o Microsoft Windows.
Destaca el seu teclat, que té el 95% de les tecles d'un teclat complet, l'ús de la tecnologia LED per retroil·luminar la pantalla de 8,9" TFT i per usar la distribució Linpus Linux Lite.
Per poder instal·lar aplicacions cal tocar alguns detalls de la configuració
per poder presentar el tradicional aspecte de l'escriptori Xfce, i permetre
menús contextuals més complets.
Disponible amb els colors "Seashell White", "Sapphire Blue", "Coral Pink" i "Golden Brown", és fabricat per Quanta.

## Especificacions
Des de la gamma original, la familia Aspire One s'ha anat ampliant:
| Model                   | Sistema Operatiu | pantalla                  | Disc dur | Disc dur      | RAM                             | Bateria                                     | Webcam        | Bluetooth (disponible en certs models) |
| Model                   | Sistema Operatiu | pantalla                  | Tipus    | Mida          | RAM                             | Bateria                                     | Webcam        | Bluetooth (disponible en certs models) |
| ----------------------- | ---------------- | ------------------------- | -------- | ------------- | ------------------------------- | ------------------------------------------- | ------------- | -------------------------------------- |
| A110L                   | Linux            | 8.9in, 1024×600 TFT LCD   | SSD      | 8 GB          | 512 MiB                         | 3 cèl·lules                                 | 0.3 megapixel | No                                     |
| A110X                   | XP               | 8.9in, 1024×600 TFT LCD   | SSD      | 16 GB         | 1 GiB                           | 6 cèl·lules                                 | 0.3 megapixel | No                                     |
| A150L                   | Linux            | 8.9in, 1024×600 TFT LCD   | HDD      | 120 GB        | 512 MiB/1 GiB                   | 3 cèl·lules                                 | 0.3 megapixel | No                                     |
| A150-1382               | Linux            | 8.9in, 1024×600 TFT LCD   | HDD      | 160 GB        | 1 GiB                           | 3 cèl·lules                                 | 0.3 megapixel | No                                     |
| A150X                   | XP               | 8.9in, 1024×600 TFT LCD   | HDD      | 120 GB        | 1 GiB                           | 3 cèl·lules                                 | 0.3 megapixel | No                                     |
| A150X                   | XP               | 8.9in, 1024×600 TFT LCD   | HDD      | 160 GB        | 1 GiB                           | 6-cell                                      | 1.3 megapixel | No                                     |
| A150X-3G                | XP               | 8.9in, 1024×600 TFT LCD   | HDD      | 120 GB        | 1 GiB                           | 6 cèl·lules                                 | 1.3 megapixel | No                                     |
| ZG5                     | XP               | 8.9in, 1024×600 TFT LCD   | HDD      | 120 GB        | 512 MiB/1 GiB                   | 3 cèl·lules/6 cèl·lules                     | 0.3 megapixel | No                                     |
| ZG5                     | XP               | 8.9in, 1024×600 TFT LCD   | HDD      | 160 GB        | 512 MiB/1 GiB                   | 3 cèl·lules/6 cèl·lules                     | 0.3 megapixel | No                                     |
| ZG5                     | Linux            | 8.9in, 1024×600 TFT LCD   | HDD      | 160 GB        | 512 MiB/1 GiB                   | 3 cèl·lules/6 cèl·lules                     | 0.3 megapixel | No                                     |
| ZG5                     | Linux            | 8.9in, 1024×600 TFT LCD   | SSD      | 8 GB          | 512 MiB/1 GiB                   | 3 cèl·lules/6 cèl·lules                     | 0.3 megapixel | No                                     |
| ZG5                     | Linux            | 8.9in, 1024×600 TFT LCD   | SSD      | 16 GB         | 512 MiB/1 GiB                   | 3 cèl·lules/6 cèl·lules                     | 0.3 megapixel | No                                     |
| ZG5                     | XP               | 8.9in, 1024×600 TFT LCD   | SSD      | 8 GB          | 512 MiB/1 GiB                   | 3 cèl·lules/6 cèl·lules                     | 0.3 megapixel | No                                     |
| 10.1" (D150)            | XP               | 10.1 in, 1024×600 TFT LCD | HDD      | 160 GB        | 1 GiB, ampliables a 2 GiB       | Varia en funció del mercat, 3 a 6 cèl·lules | 0.3 megapixel | Si                                     |
| Ultra-Thin 10.1" (D250) | XP               | 10.1 in, 1024×600 TFT LCD | HDD      | 160 GB        | 1 GiB, ampliables a 2 GiB       | Varia en funció del mercat, 3 a 6 cèl·lules | 0.3 megapixel | Si                                     |
| Pro 10.1" (P531h)       | XP               | 10.1 in, 1024×600 TFT LCD | HDD      | 160 GB        | 1 GiB/2 GiB, ampliables a 2 GiB | 6 cèl·lules                                 | 0.3 megapixel | Si                                     |
| 11.6" (751h)            | XP/Vista         | 11.6 in, 1364×768 TFT LCD | HDD      | 160 GB/250 GB | 1 GiB/2 GiB, ampliables a 2 GiB | 3 a 6 cèl·lules                             | 0.3 megapixel | Si                                     |

Una guia comparativa de l'Acer AOD model (pantalla de 10.1") es pot consultar a increa.com.
Inclou també un lector de targetes de memòria SD, MMC, RS-MMC, MS, MS PRO, xD, i SD per ampliar la capacitat d'emmagatzematge de l'equip.
La memòria del A110L és soldada i es pot ampliar mitjançant un soDIMM de 512 Mb o 1 Gb DDR2.